# 革命博物館 (エル・サルバドル)
革命博物館（スペイン語：Museo de la Revolución）は、 エルサルバドルのモラサン県のペルキン市に位置する、エルサルバドル内戦（1980 - 1992年）を記念する博物館。
この地域は、ファラブンド・マルティ民族解放戦線（FMLN）により占拠されており、1992年、元ゲリラや元戦闘員により設立された。ゲリラの元メンバーがスタッフとして勤務している。FMLNの地下ラジオ "Radio Venceremos"、内戦時の軍事機器、敷地にはアメリカ軍による爆撃のクレイターなどを展示している。

## 基本情報
- 開館日：火曜 - 土曜
- 開館時間：10時 - 17時
- 住所: Perquín, Morazán
- 電話: (503) 2680-5545, 2680-4053
- e-mail: museoperquin@hotmail.com